# Au pays du soleil (film, 1934)
Pour les articles homonymes, voir Au pays du soleil (homonymie).
Pour plus de détails, voir Fiche technique et Distribution.
Au pays du soleil est un film français réalisé par Robert Péguy, sorti en 1934. Il s'agit de l'adaptation filmée de l'opérette marseillaise Au pays du soleil, créée à Paris en 1932. 

## Fiche technique
- Titre : Au pays du soleil
- Réalisation : Robert Péguy
- Scénario : Henri Alibert et René Sarvil d'après leur opérette
- Photographie : Willy et Lucien Hayer
- Musique : Vincent Scotto
- Production : Les Films Tellus
- Pays d'origine :  France
- Langue : français
- Format :  Noir et blanc - 35 mm - 1,37:1 - Son mono
- Genre : policier, musical
- Durée : 79 minutes
- Date de sortie : France : 2 février 1934

## Distribution
- Henri Alibert : Titin
- Lisette Lanvin : Miette
- Fernand Flament : Nervil
- Gorlett : le gars du Milieu
- Edmond Castel : Chichois
- Pola Illéry : la petite poule
- René Sarvil : un policier
- Rellys
- Ginette Darey
- Mathilde Alberti
- Édouard Delmont